# Ковбойський капелюх

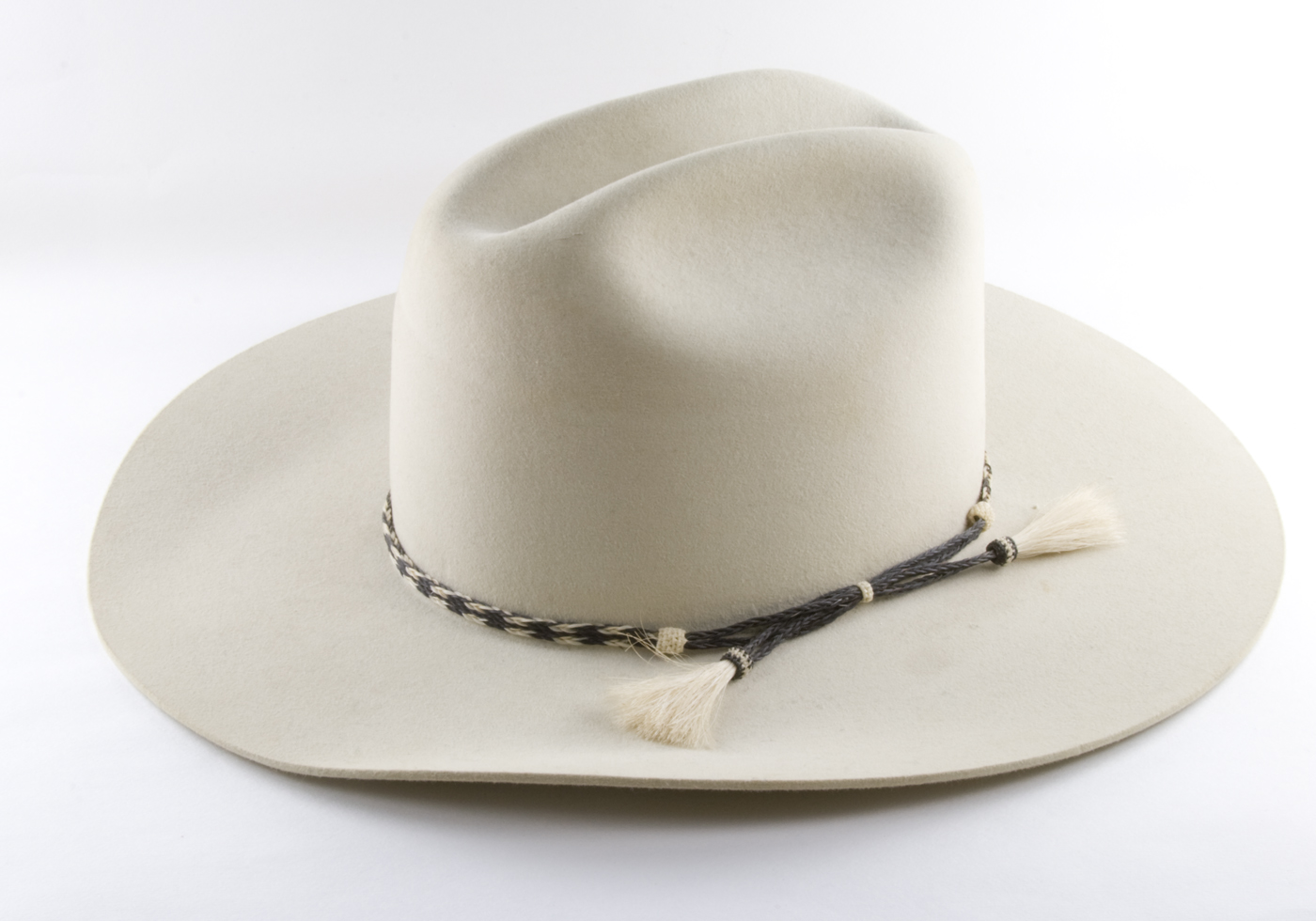
Ковбойський капелюх

Ковбо́йський капелю́х, або стетсон — фетровий, шкіряний або солом'яний капелюх, з високим округлим наголовком, із заломом нагорі, з широкими крисами, загнутими догори з боків. 
Сучасний ковбойський капелюх був винайдений Джоном Стетсоном у 1865 році. Придуманий Стетсоном капелюх, окрім цікавого зовнішнього вигляду, мав безліч практичних варіантів застосування — його широкі криси захищали від дощу та сонця, ними можна було роздути вогнище, а ще можна було подати сигнал на відстані і навіть принести в ньому воду. Свій капелюх Стетсон назвав "Господар рівнин" ("Boss of the Plains"). ЦІ капелюхи швидко стали дуже популярними, незважаючи на те, що вартість капелюха починалася від десяти доларів — значні на ті часи гроші, особливо для ковбоя, бо часто весь його одяг коштував менше. 
Популярний досі серед значної частини жителів штату Техас, на півночі Мексики і в західних провінціях Канади. Він є атрибутом американських ковбоїв та ранчерів, а також виконавців музики кантрі. Ковбойські капелюхи мають шанувальників і серед усім відомих людей на кшталт режисера Роберта Родрігеса або сорок третього президента США Джорджа Буша-молодшого.
Стилізований ковбойський капелюх зображений на прапорі канадського міста Калгарі.